# 阿姆索爾丁湖
46°43′26″N 7°34′37″E / 46.72389°N 7.57694°E

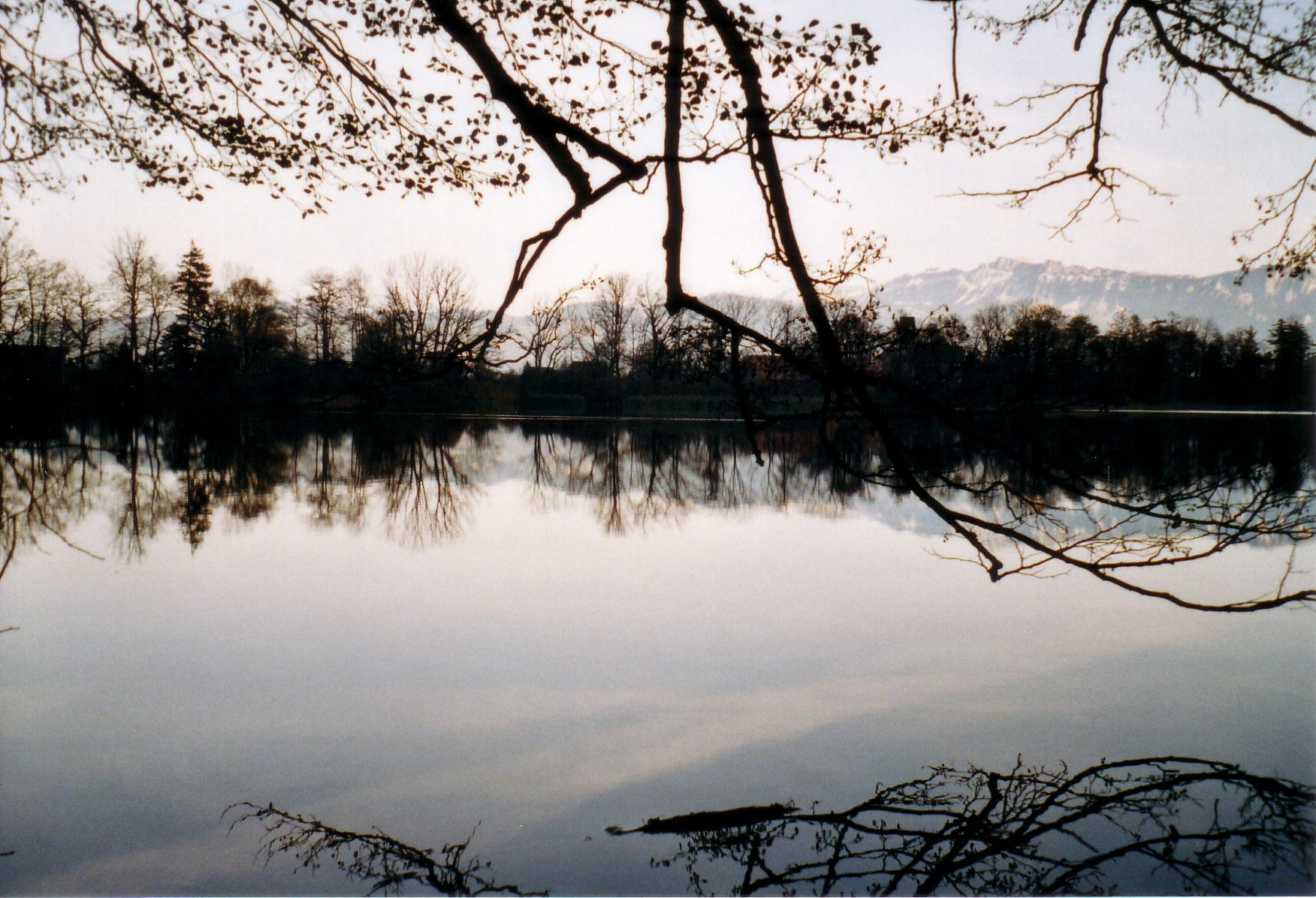

阿姆索爾丁湖（Amsoldingersee），是瑞士的湖泊，位於該國西部，由伯恩州負責管轄，長1.1公里、寬0.5公里，面積0.38平方公里，海拔高度641米，最大水深14米，水體容量255萬立方米。